# Orelie-Antoine de Tounens
Orélie-Antoine de Tounens (ur. 12 maja 1825 w Chourgnac, zm. 17 września 1878 w Tourtoirac) – francuski prawnik i awanturnik, tytularny król Araukanii i Patagonii, bohater książki Jeana Raspail’a pt. „Ja, Antoni de Tounens, król Patagonii”.

## Młodość
Orélie-Antoine de Tounens urodził się 12 maja 1825 w Chourgnac (Dordogne). W 1858 wyjechał do Coquimbo w Chile, a następnie spędził 2 lata w Valparaiso oraz Santiago, gdzie studiował hiszpański oraz nawiązywał nowe znajomości. Później przeniósł się do Valdivia, gdzie spotkał dwóch francuskich kupców – Lachaise’a i Desfontaines’a. Przedłożył im swój plan powołania francuskiej kolonii w Araukanii, wówczas terytorium, którym Chile i Argentyna jeszcze się nie interesowały. W 1860 przybył do Araukanii i spotkał się z cieszącymi się faktyczną niezależnością od „białych” Indianami (Mapuche).

## Nowe państwo
Wykorzystując swoje prawnicze wykształcenie de Tounens zadeklarował powstanie niezależnego państwa, obejmującego terytoria na południe od rzeki Biobío. 17 listopada 1860 na farmie francuskiego osadnika – F. Desfontaine’a (przyszłego ministra spraw zagranicznych utworzonego państwa) ogłoszona została deklaracja niepodległości Araukanii. Zgromadzenie wodzów poszczególnych plemion opowiedziało się za przyjęciem formy rządów w postaci monarchii konstytucyjnej. Przyjęto hymn, flagę oraz napisano konstytucję, de Tounens powołał również ministrów rolnictwa, edukacji oraz obrony. Zaczęto również bić monetę dla Araukanii. Za namową wodza plemiennego z Patagonii, terytorium to zostało przyłączone do nowego państwa. de Tounens rozesłał kopie konstytucji araukańskiej do gazet chilijskich. Następnie udał się do Valparaiso, gdzie oczekiwał na spotkanie z przedstawicielami rządu Chile. Jednakże został zupełnie zignorowany. Nie powiodła się także próba uzyskania poparcia ze strony konsulatu francuskiego, którego przedstawiciel uznał de Tounens’a za osobę obłąkaną.
Po powrocie do Araukanii de Tounens’a Mapucze musieli stawić czoła inwazji armii chilijskiej. W 1862 de Tounens spotykał się z wodzami poszczególnych plemion. Został jednak zdradzony przez swojego służącego, który wydał go Chilijczykom. Władze Chile po przeprowadzeniu procesu zamierzały osadzić go w przytułku dla chorych umysłowo. Po interwencji konsula francuskiego zgodzono się na jego deportację do Francji.

## Późniejszy okres
W 1863 de Tounens opublikował swoje pamiętniki. W 1869 popłynął do Buenos Aires, skąd udało mu się z powrotem dostać do Araukanii. Mapucze byli zdziwieni jego obecnością, ponieważ Chilijczycy rozpuścili wieści o jego rzekomej śmierci. De Tounens zaczął czynić przygotowania do odbudowy swojego królestwa, czym znowu ściągnął na siebie uwagę władz Chile. Za jego głowę została wyznaczona nagroda, jednak Mapucze zdecydowali się chronić swojego „niezwykłego” sojusznika.
W 1871 de Tounens stracił wszystkie fundusze i został zmuszony do powrotu do Francji, gdzie wydał drugą część swoich pamiętników. Założył również araukańską gazetę La Corona de Acero („Żelazna korona”). W 1872 ogłosił, że poszukuje narzeczonej, z którą mógłby spłodzić swojego dziedzica.
W 1874 udało mu się zgromadzić niewielkie fundusze oraz broń, dzięki którym zamierzał odzyskać utracone królestwo. Ze względu na to, że stanowił persona non grata w Chile, przybył tam z fałszywym paszportem. Po przybyciu do Bahia Blanca (Argentyna) został jednakże rozpoznany i w lipcu 1874 ponownie deportowany do Francji.
W 1876 podjął kolejną próbę powrotu. W drodze do Patagonii został obrabowany i przekazany władzom Chile. Musiał również przejść operację ze względu na pogorszenie stanu zdrowia. Ze względu na to, że dalsza podróż była niemożliwa zdecydował się wrócić do Francji. Zmarł 17 września 1878 w Tourtoirac we Francji, nie pozostawił po sobie potomstwa.